# SOL21
Xperia VL SOL21（エクスペリア ブイエル エスオーエル ニイチ）は、ソニーモバイルコミュニケーションズによって日本国内向けに開発された、auブランドを展開するKDDIおよび沖縄セルラー電話のCDMA 1X WIN、および第3.9世代移動通信システム（au 4G LTE）対応スマートフォンである。

## 概要

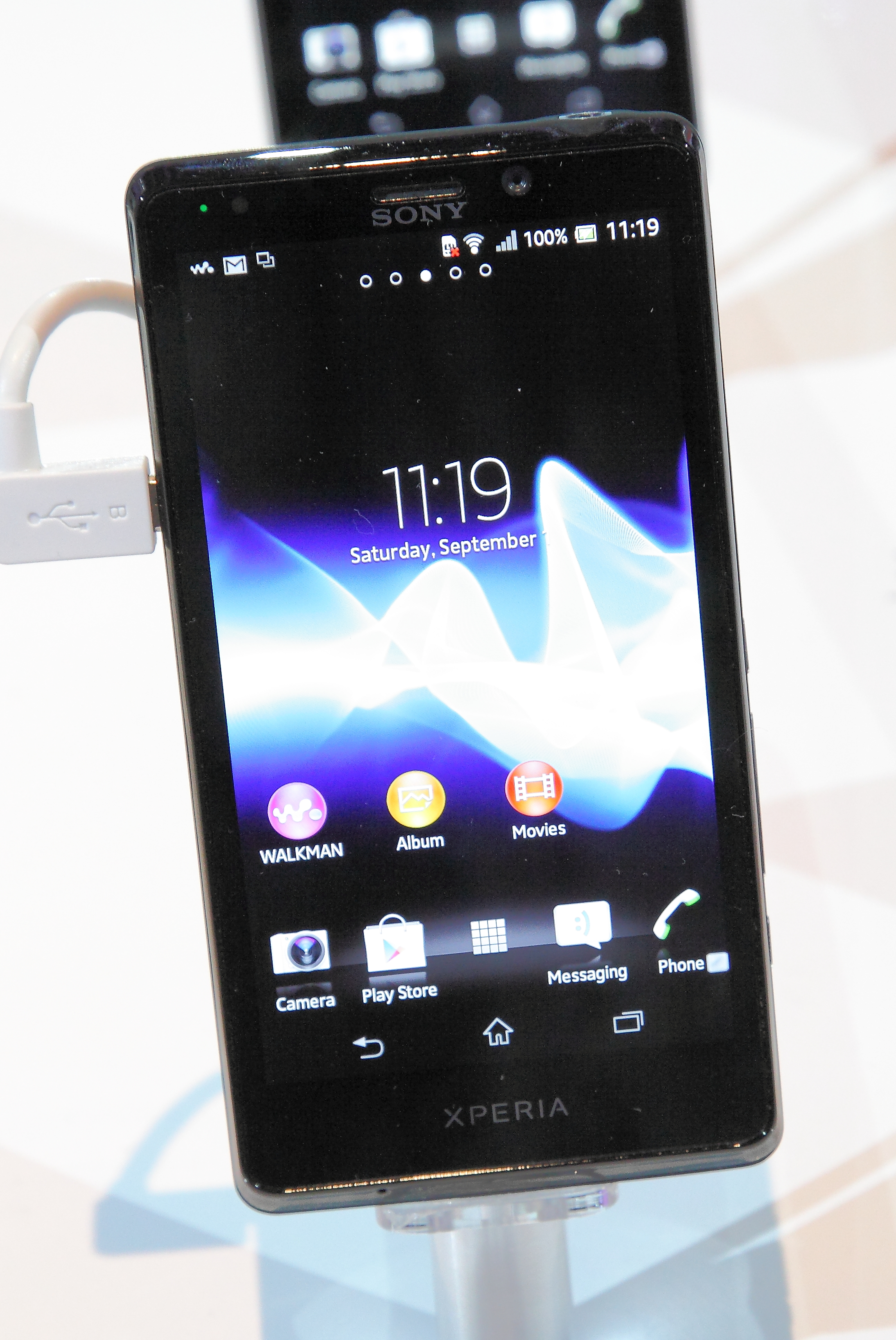
Sony Xperia V (Sony LT25i) at IFA 2012

IS12Sの後継機種で、グローバルモデルであるXperia Vの日本国内ローカライズモデルとなる。
基本的な性能は同時期に発表されたNTTドコモ向けの兄弟機種Xperia AX SO-01Eとほぼ同等で、デザイン面ではソニー・エリクソン時代のシンボルマークが消え、本体のメーカーロゴが「Sony Ericsson」から「SONY」表記に変更されている点も共通。一方、初期状態ではスモールアプリに非対応、ドコモ向けのSO-05D同様にスピーカー部を境に下が開かないデザイン、青色モデルの色味などは異なっている。なお、スモールアプリには2012年12月14日のアップデートで対応した。
au向け端末での「SONY」ロゴ表記はC413S以来となる。
キャッチコピーは「それは、あなたを動かす。」。

## Android 4.1での変更点
2013年5月16日にAndroid 4.1へのアップデートが開始された。
アップデートに伴う変更点・機能の追加は以下の通り。
- UIがXperia Zなど現行機種で採用されている「Experience Flow」へと変更。
- アプリトレイ、ロック画面、ホーム画面等の設定方法の変更。
  - ホーム画面と同様に、アプリトレイにおいてもフォルダ管理が可能になる。
  - スライドロック画面の操作方法が縦方向にスワイプして解除する「スワイプロック」に変更。
  - フェイスアンロック機能にまばたきをしてロック解除する設定の追加。
  - ホーム画面のレイアウトを確認しながらウィジェットやアプリを配置することができるようになる。
  - ホーム画面の追加と削除が可能になる（最大7つまで）。
  - 「全アプリ終了」により、起動中のアプリケーションを一括で終了させることができるようになる。
- 通知バーの機能強化
  - ピンチ操作で表示サイズの変更ができるようになる。
  - カレンダーの通知において、「スヌーズ」「解除」「ゲストへEメール」の操作が可能となる。
  - スクリーンショットを通知エリアでプレビュー表示することが可能となる。また、プレビュー画面からメールやSNSにシェア（共有）することもできるようになる。
- カメラ機能の強化
- IMEがPOBox Touch 5.3から5.4へとバージョンアップされる。

## プリインストールアプリ
- Xperia Home
- POBox Touch 5.3
- Timescape
- TrackID
- Skype
- Facebook
- Friends Note
- au Market
- au Cloud
- LISMO
- Video Unlimited
- Music Unlimited
- PlayMemories Online
- Xperia Link
- Reader
- Walkman
- Yahoo!メール
- LINE

## その他機能
※PC向けWebブラウザが標準装備されている。携帯向けサイト(EZWeb)は他のスマートフォンやPCと同じく閲覧不可。
| 主な機能・対応サービス                                                  | 主な機能・対応サービス                           | 主な機能・対応サービス              | 主な機能・対応サービス        |
| ----------------------------------------------------------------------- | ------------------------------------------------ | ----------------------------------- | ----------------------------- |
| auウィジェット Webブラウザ                                              | LISMO! for Android メディアプレイヤー LISMO WAVE | おサイフケータイ NFC                | ワンセグ DLNA/DTCP-IP         |
| au one メール PCメール Gmail EZwebメール                                | デコレーションメール デコレーションアニメ        | Skype au                            | PCドキュメント                |
| au Smart Sports Run & Walk Karada Manager ゴルフ(web版) Fitness、歩数計 | GPS 方位計                                       | au oneナビウォーク au one助手席ナビ | au one ニュースEX au one GREE |
| かんたんメニュー じぶん銀行                                             | 緊急速報メール                                   | Bluetooth                           | 無線LAN機能 (Wi-Fi)           |
| 赤外線通信 (IrSimple) (IrSS)                                            | WIN HIGH SPEED au 4G LTE                         | グローバルパスポート(GSM)           | auフェムトセル                |
| microSD microSDHC                                                       | モーションセンサー(6軸)                          | 防水 防塵                           | 簡易留守録 着信拒否設定       |

- 安心セキュリティパックはフル対応
- PlayStation Certifiedに対応

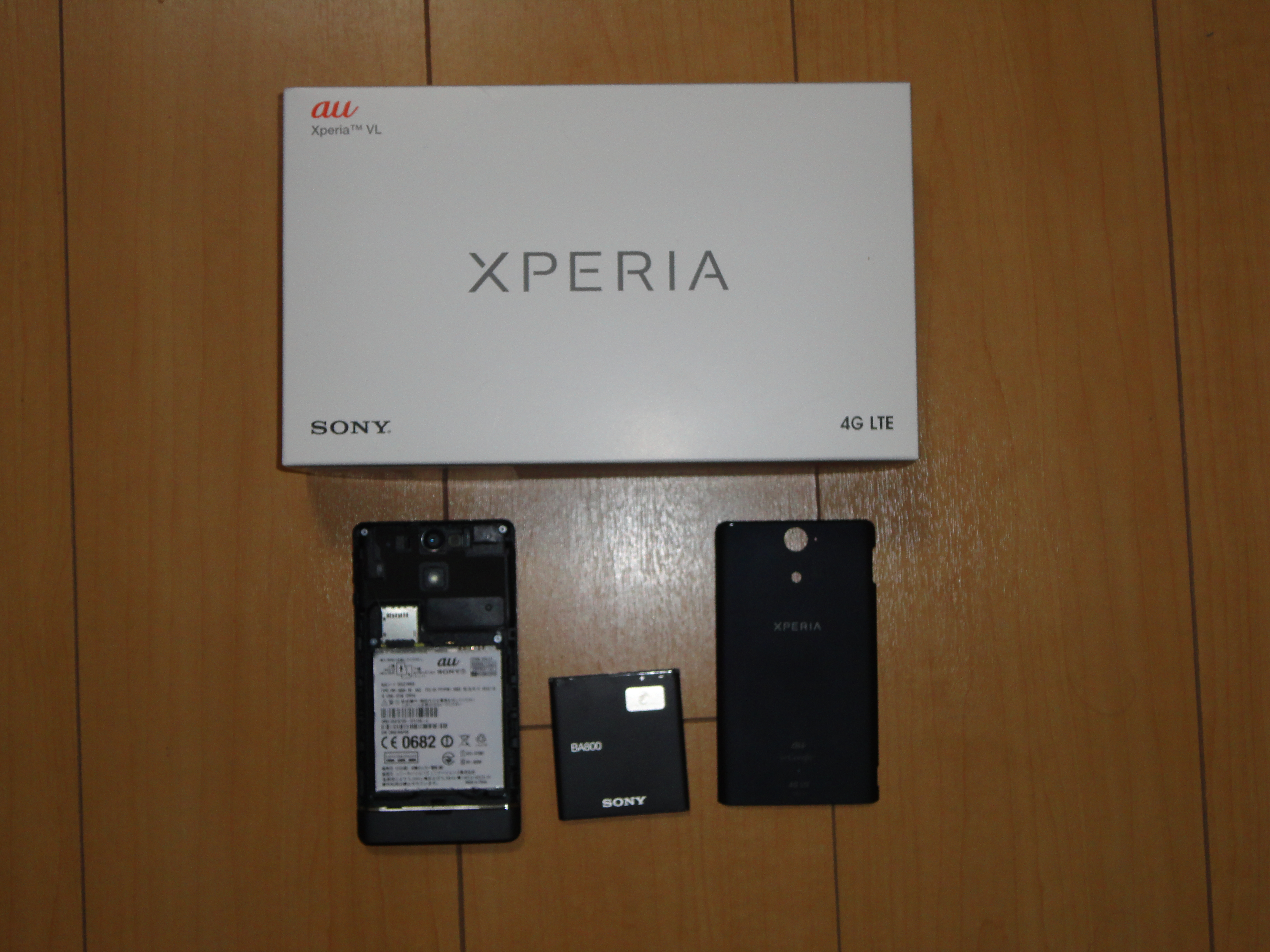
SOL21の外箱と、取り外した電池、リアカバー
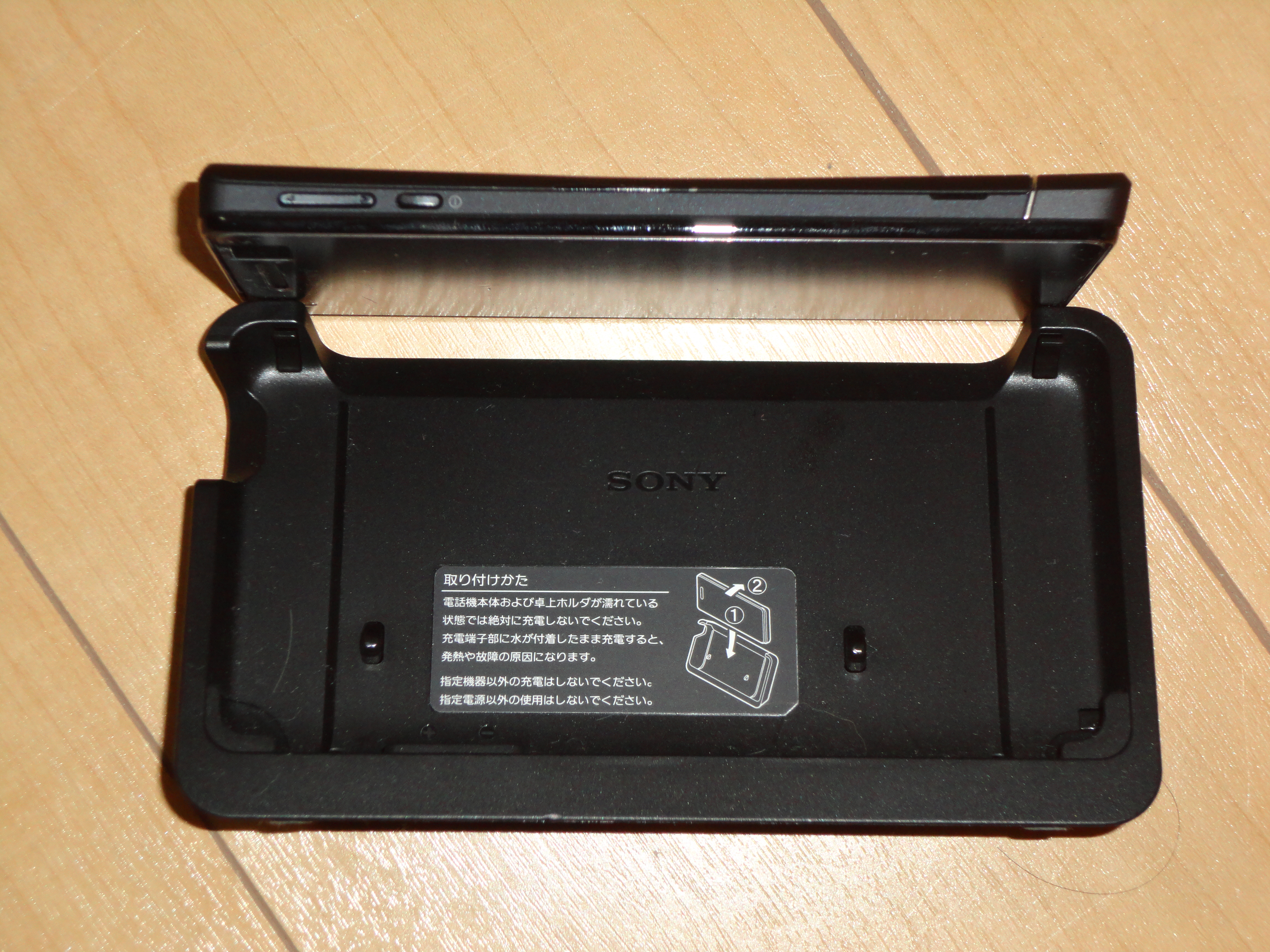
SOL21の右側面ボタン部

## 歴史
- 2012年（平成24年）8月29日 - ドイツの家電展示会「IFA 2012」にてソニーモバイルコミュニケーションズよりグローバルモデル発表。この時点では名称はXperia Vだった。
- 2012年10月17日 - KDDI、およびソニーモバイルコミュニケーションズより公式発表。
- 2012年11月2日 - 関東・沖縄地区にて先行発売。
- 2012年11月9日 - 上記以外の残りの地区にて発売。
- 2013年（平成25年）4月 - 法人向け仕様発売。ただしBlackのみの販売となる。
- 2013年5月16日 - Android 4.1へアップデート開始[4]。その後、更新後のファームウェアに不具合が確認されたため、同年6月21日にOSアップデートは一時停止された[11]。
- 2013年7月3日 - 一時停止していたOSアップデートを再開[12]。

## アップデート・不具合など
2012年11月28日のアップデート
- スリープ画面から復帰する際にディスプレイが表示されない不具合を修正する[13][14]。この症状が発生した場合ユーザー側で回復させることができないため、auショップなどでの修理対応が必要となる。

2012年12月14日のアップデート
- 低温環境下でスリープ画面から復帰する際にディスプレイが表示されない不具合と、Bluetooth機器との接続にBluetooth機器の電源をOFF/ONすると再接続できない不具合を修正するほか、スモールアプリが追加される[15][16]。

2013年1月29日のアップデート
- 電波が弱い環境下でのWi-Fiの接続・切断の動作を改善したほか、細かい不具合の修正が行われる[17][18]。

2013年2月28日のアップデート
- 電源投入後に正常に起動しない事象を改善したほか、細かい不具合の修正が行われる[19][20]。

2013年5月16日のアップデート
- 上記のAndroid 4.1へのアップデートのほか、Wi-Fi接続に失敗する場合がある事象の改善が行われる[21]
  - OSアップデート後のファームウェアに不具合が確認されたため、2013年6月21日より提供が一時停止された。
- 2013年7月3日より一時停止していたOSアップデートの提供を再開した。このアップデートには更に以下の内容も含まれている[22]。
  - 2013年5月16日から2013年6月21日までにOSアップデートを行った端末において、ファームウェア不具合の修正が行われる。
  - Eメールアプリ（au）のアップデートが行われる。

### おサイフケータイに関する不具合
- nanacoにおいて決済サービスが使えない不具合が発生している[23]。調査の結果、店舗に設置された特定の読み取り機と端末との相性によるものが原因としており、エラーになった場合別のかざし方を何度か試すことで正常に読み取れると、かざし方と合わせて案内している[24]。また、この不具合に対するアップデートの提供もないとしている[25]。